# Cicileus exilis
Espèce
Synonymes
- Buthacus exilis Pallary, 1928

Cicileus hoggarensis est une espèce de scorpions de la famille des Buthidae.

## Distribution
Cette espèce est endémique d'Algérie. Elle se rencontre dans le Tassili n'Ajjer.

## Systématique et taxinomie
Cette espèce a été décrite sous le protonyme Buthacus exilis par Pallary en 1928. Elle est placée dans le genre Cicileus par Vachon en 1948.

## Publication originale
- Pallary, 1928 : « Description de quatre scorpions nouveaux de la Berbérie. » Bulletin du Muséum national d'histoire naturelle, sér. 1, vol. 34, no 5, p. 346-351 (texte intégral).